# Guy Léonard
Guy Léonard (8 november 1946 – 31 augustus 2012) was een Belgische doelman.
Hij speelde onder andere voor KV Mechelen, RWDM en CS Verviers. In 1974 en 1975 (tijdens zijn periode bij KV Mechelen) was hij ook 5x reserve doelman voor de Belgische nationale ploeg tijdens de kwalificatie voor het EK 1976 in Joegoslavië, als doublure voor Christian Piot. Hij behaalde echter geen enkele cap.
Guy is de vader van Philippe Léonard, de linksachter die vooral bekend is van de Rode Duivels, Standard Luik en AS Monaco. Léonard overleed op 31 augustus 2012 aan de gevolgen van een hartaanval.